# Nova Friburgo Country Clube

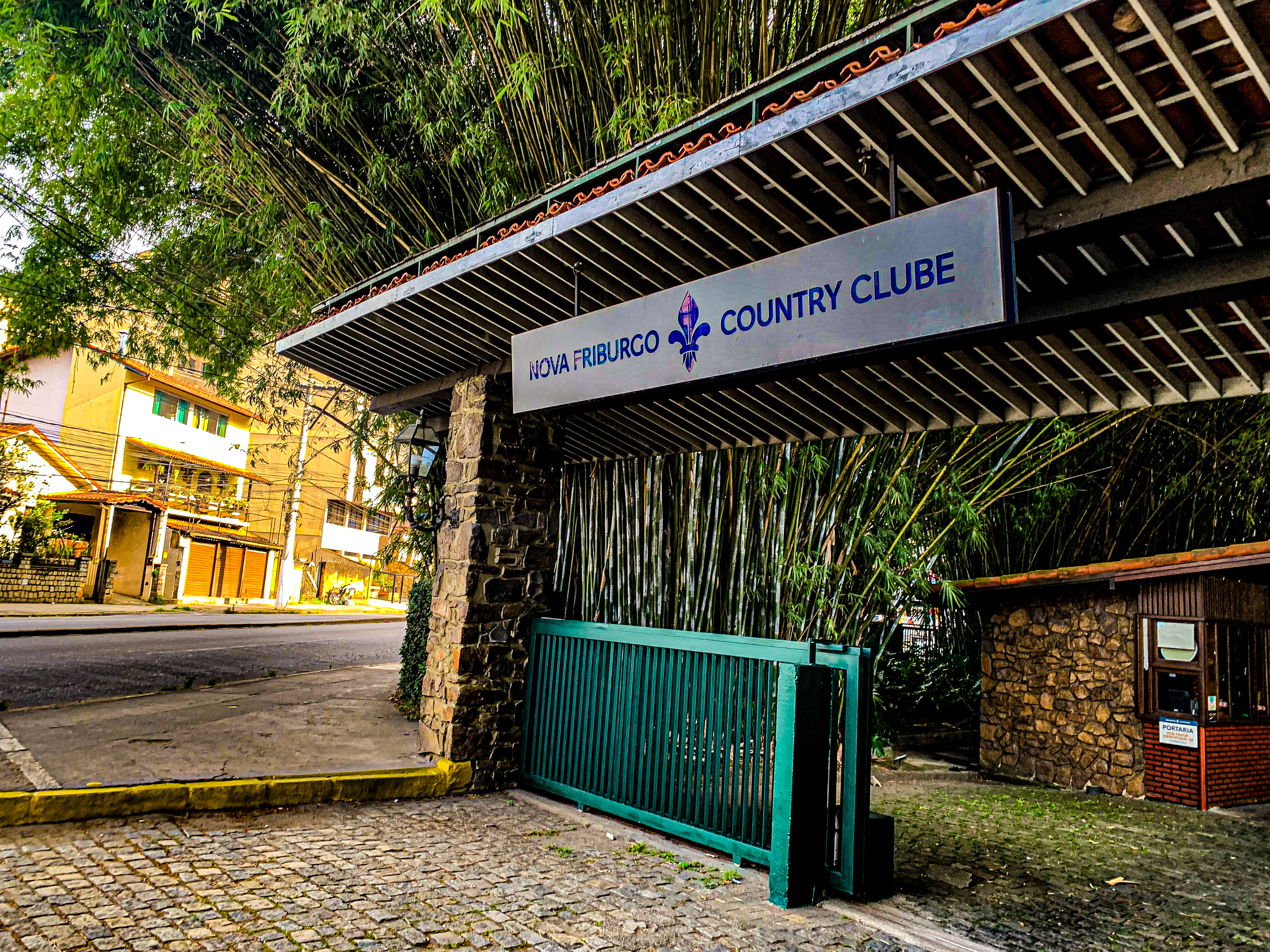
Entrada do Nova Friburgo Country Club em 2025

O Nova Friburgo Country Clube é um dos mais tradicionais clubes de Nova Friburgo e um dos pontos turístico localizado na região centro-sul da cidade. Possui área de 194 mil metros quadrados. Está localizado no Parque São Clemente e foi projetado por Glaziou, que é um paisagista francês. O clube foi fundado em 1957, porém seu valor histórico e cultural remonta à construção do conjunto no século XIX, pelo que foi tombado pelo IPHAN na década de 1950.
Algumas bandas e cantores como por exemplo Os Paralamas do Sucesso, Ana Carolina ou Nando Reis já fizeram show neste local. Atualmente, o presidente do country no ano de 2025 é o Roosevelt Serafim Concy, com o vice Marco Aurélio Ieker dos Santos. Possui também um quadro social de aproximadamente 3 mil pessoas.

## História
A origem do atual clube remonta a 1862, quando o Barão de Nova Friburgo construiu uma residência de campo para sua família com um amplo jardim ao redor. O local também foi conhecido como Jardim Parque São Clemente ou Casa e Parque da Cidade. Em 1883, a residência foi visitada pelo Imperador Dom Pedro II, onde inaugurou a iluminação elétrica daquela região.
Em 1913, os descendentes do Barão de Nova Friburgo venderam o Parque São Clemente ao Doutor Eduardo Guinle, integrante da tradicional Família Guinle. Após a venda foi realizada uma ampla reforma que ampliou os jardins. Posteriormente, seu filho Carlos Guinle cedeu a mansão do Parque São Clemente para ali ser instalado o Nova Friburgo Country Clube. O clube foi fundado em 20 de abril de 1957 e na mesma década o local foi tombado pelo Instituto do Patrimônio Histórico e Artístico Nacional (IPHAN).